# 중화 타이베이 여자 축구 국가대표팀
중화민국 여자 축구 국가대표팀은 대만을 대표하는 여자 축구 대표팀으로 중화 타이베이 축구 협회에서 관리하고 있으며 남자대표팀과는 달리 괜찮은 성적을 거두고 있는 팀이다. 1977년 8월 2일 자국에서 열린 인도네시아와의 1977년 AFC 여자 축구 선수권 대회 A조 조별리그 1차전에서 국제 A매치 첫 경기를 치렀고 이 경기에서 2-0으로 승리를 거두었다. 양안 문제로 인해 1981년부터 "중화민국"이나 "대만(타이완)" 대신 중화 타이베이라는 이름을 사용하고 있으나 대한민국의 각종 TV 및 언론에서는 "대만(타이완)"이라는 이름을 사용하고 있으며 국기 또한 중화민국의 국기가 아닌 중화 타이베이 축구 협회기를 사용한다.

## 국제 대회 경력

### FIFA 여자 월드컵
1991년 AFC 여자 축구 선수권 대회 3위로 초대 대회인 1991년 대회에 출전하여 이 대회에서 8강에 이름을 올렸지만 이후의 대회에서는 모두 예선에서 탈락하면서 본선에 오르지 못했고 특히 2023년 FIFA 여자 월드컵 예선 대륙간 플레이오프 C조 1라운드에서 파라과이와 승부차기까지 가는 접전을 벌였음에도 승부차기에서 2-4로 패하며 32년만의 여자 월드컵 본선행이 좌절되었다.

### AFC 여자 아시안컵
여자 아시안컵 본선에는 13번 출전하여 3번의 대회(1977년, 1979년, 1981년)에서 우승컵을 들어올렸고 2번의 대회(1989년, 1999년)에서 준우승을 차지하기도 했으며 2000년대 이후 4번의 대회에서는 모두 조별리그 탈락의 쓴 잔을 마셨다. 그러다가 2023년 FIFA 여자 월드컵 아시아 지역 예선격인 2022년 대회에서 8강에 오르며 1999년 대회 이후 23년만에 토너먼트 진출에 성공했고 8강에서 필리핀과 승부차기까지 가는 접전 끝에 패하며 플레이오프로 밀려났으며 플레이오프에서도 3팀 중 2위에 머무르며 대륙간 플레이오프로 밀려났다.

### OFC 여자 네이션스컵
1975년 중국과의 정치적인 갈등으로 인해 AFC에서 퇴출된 후 OFC 소속으로 활동하는 동안 OFC 여자 네이션스컵 본선에는 2번 출전하여 2번의 대회에서 모두 우승을 차지했고 이후 1990년 AFC로 복귀했다.

### 아시안 게임
아시안 게임에는 7번 출전하여 1994년 대회에서 동메달을 획득했고 3번의 대회(1990년, 1998년, 2018년)에서는 4위에 이름을 올렸다.

## 성적

### FIFA 여자 월드컵
- 1991년: 8강
- 1995년 ~ 2023년: 예선 탈락

### 올림픽 축구
- 1996년 ~ 2020년: 예선 탈락

### AFC 여자 아시안컵
- 1975년: 불참
- 1977년: 우승
- 1979년: 우승
- 1981년: 우승
- 1983년: 불참 (당시 오세아니아 축구 연맹 소속이었음)
- 1986년: 불참 (당시 오세아니아 축구 연맹 소속이었음)
- 1989년: 준우승
- 1991년: 3위
- 1993년: 4위
- 1995년: 3위
- 1997년: 4위
- 1999년: 준우승
- 2001년: 조별 예선
- 2003년: 조별 예선
- 2006년: 조별 예선
- 2008년: 조별 예선
- 2010년: 예선 탈락
- 2014년: 예선 탈락
- 2018년: 예선 탈락
- 2022년: 8강 (6위)

### OFC 여자 축구 선수권 대회
- 1986년: 우승
- 1989년: 우승

### 아시안 게임
- 1990년: 4위
- 1994년: 3위
- 1998년: 4위
- 2002년: 5위
- 2006년: 조별 예선
- 2010년: 불참
- 2014년: 8강
- 2018년: 4위

### EAFF 여자 동아시안컵
- 2005년: 불참
- 2008년: 예선 탈락
- 2010년: 4위
- 2013년: 예선 탈락
- 2015년: 예선 탈락
- 2017년: 예선 탈락
- 2019년: 4위

## 역대 감독
| 감독            | 임기 |
| --------------- | ---- |
| 이마이 도시아키 | 2007 |

## 같이 보기
- 중화민국 축구 국가대표팀
- 중화민국 축구 협회